# 静岡県立富士高等学校
静岡県立富士高等学校（しずおかけんりつ ふじこうとうがっこう）は、静岡県富士市松本に所在する県立高等学校。

## 沿革
- 1922年 - 県立富士中学校設立認可。
- 1923年 - 県立旧制中学として創立。
- 1948年 - 県立富士高等学校に移行、定時制課程設置。
- 1986年 - 理数科設置。
- 2022年 - 創立100周年。

## 部活動
- 野球部は、1979年夏（第61回）[1]と1987年春（第59回）[2]の合計2回、甲子園に出場している。
- 百人一首部は、全国高等学校小倉百人一首かるた選手権大会の歴代最多優勝校、歴代最長連覇校で、1979年の第1回大会から1988年の第10回大会まで歴代最長の全国大会10連覇、1996年の第18回大会優勝、2007年の第29回大会優勝と、歴代最多の合計12回、全国優勝している。2008年の第30回大会は準優勝。2009年の第31回大会は全国3位。2010年の第32回大会は準優勝[3]。
- 演劇部は、2007年8月、松田正隆作「紙屋悦子の青春」にて、関東地区代表として第53回全国高等学校演劇大会（島根県松江市の島根県民会館）に出場し優秀賞[4]。同年7月から8月にかけて実施された第31回全国高等学校総合文化祭（島根県松江市の島根県民会館）では文化長官賞を受賞[5]。優秀校東京公演に出場し国立劇場で同作品を上演した。
- 新聞部は、『富士高新聞』が、1998年、「全国高校新聞コンクール」で、3年連続で全国優秀賞を受賞[6]。2011年、「県学校新聞コンクール」（静岡新聞社・静岡放送主催、県教委、県高校文化連盟後援）の高校・学校新聞の部で、2年連続で最優秀賞を受賞[7]。

## 著名な出身者
- 金指正三（歴史学者、法制史、海事慣習史、海上保安大学校名誉教授）
- 石川憲一（工学者、元金沢工業大学学長）
- 戸塚洋二（物理学者、東京大学特別栄誉教授）
- 秋山信将（政治学者、一橋大学教授、元在ウィーン国際機関日本政府代表部公使）
- 佐藤辰男（元カドカワ代表取締役会長、角川ドワンゴ学園理事長）
- 石井靖幸（元ハーゲンダッツジャパン代表取締役社長、元内閣府政策参与）
- 大久保恒夫（西友最高経営責任者、元セブン&アイ・フードシステムズ代表取締役社長）
- 杉浦博英（ゲームクリエイター、モノリスソフト代表取締役社長）
- 野村浩子（ジャーナリスト、編集者）
- 上田五千石（NHK俳句入門）
- 青木和雄（毎日放送元アナウンサー）
- 佐野瑞樹（フジテレビアナウンサー）
- 坂口奈央（元岩手めんこいテレビアナウンサー）
- 佐藤文康（TBSアナウンサー）
- 杉山明子（フリーアナウンサー）
- 渡部陽一（戦場カメラマン、初代・富士市観光親善大使）
- 渡辺梓（女優）
- 林哲司（作曲家）
- 山田貴洋（ロックバンド・ASIAN KUNG-FU GENERATIONのメンバー）
- すがやみつる（漫画家）
- 丸茂周（脚本家）
- 大村あつし（作家、ITライター）
- 石川進（元プロ野球選手）
- 田村満（元プロ野球選手）
- 大木護（元プロ野球選手）
- 渡辺秀武（元プロ野球選手）
- 影山のぞみ（タレント）
- 渡辺あすか（漫画家）
- 寺本幸代（アニメーション監督）
- 小長井義正（富士市長）
- 前島秀行（元衆議院議員）
- 田中健（衆議院議員）
- 小野隆洋（トロンボーン奏者）
- 横関大（作家、江戸川乱歩賞受賞）
- 永田雅一（海洋ジャーナリスト）
- 結花乃（シンガーソングライター）
- 渡邉崇文（アカペラグループ・INSPiのメンバー）
- 長尾彰（ファシリテーター、作家）

## 交通アクセス
- JR身延線竪堀駅より徒歩10分。